# Глушківка (зупинний пункт)
Глушкі́вка — пасажирський залізничний зупинний пункт Куп'янської дирекції Південної залізниці.
Розташований за кількасот метрів від дачного кооперативу «Ливарник», Куп'янський район, Харківської області на лінії Куп'янськ-Вузловий — Тропа між станціями Ковшарівка (5 км) та Скоросний (4 км).
Станом на травень 2019 року щодоби три пари приміських електропоїздів здійснюють перевезення за маршрутом Куп'янськ-Вузловий — Святогірськ.